# Snooker Shoot-Out 2023
Das BetVictor Snooker Shoot-Out 2023 war ein Snookerturnier der World Snooker Tour der Saison 2022/23, das vom 25. bis 28. Januar ausgetragen wurde. Zum zweiten Mal in Folge war die Morningside Arena in Leicester Austragungsort des Turniers im Sonderformat mit abweichenden Regeln.
Titelverteidiger war der Iraner Hossein Vafaei, der aber schon in Runde 1 ausschied. Chris Wakelin gewann das Turnier im Finale gegen Tourneuling Julien Leclercq aus Belgien. Es war der erste Turniersieg in der Profikarriere des Engländers.

## Preisgeld
Im vierten Jahr in Folge blieb die Preisgeldsumme von 171.000 £ und ihre Verteilung unverändert.
|                 | Preisgeld |
| --------------- | --------- |
| Sieger          | 50.000 £  |
| Finalist        | 20.000 £  |
| Halbfinalist    | 8.000 £   |
| Viertelfinalist | 4.000 £   |
| Achtelfinalist  | 2.000 £   |
| Letzte 32       | 1.000 £   |
| Letzte 64       | 500 £     |
| Letzte 128      | 250 £ a   |
| Höchstes Break  | 5.000 £   |
| Insgesamt       | 171.000 £ |

## Spielplan
Shoot-Out-Snooker wird nach besonderen Regeln gespielt, so dauert eine Partie maximal 10 Minuten, wobei in der ersten Hälfte jeder Spieler 15 Sekunden, in der zweiten Hälfte 10 Sekunden für die Ausführung eines Stoßes hat.
Die Partien der ersten Runde wurden im Voraus Ende Dezember 2022 bekanntgegeben. Anders als bei den meisten Snookerturnieren wird beim Snooker Shoot-Out jede Runde neu ausgelost.

### 1. Runde
Die Spiele der 1. Runde fanden am Mittwoch und Donnerstag in 4 Sessions statt.
| Spiel | Spieler 1                  | Ergebnis  | Spieler 2               |
| ----- | -------------------------- | --------- | ----------------------- |
| 1     | (A) Robbie McGuigan        | 352:352   | Hammad Miah (64)        |
| 2     | (6) Jack Lisowski          | 2936:2936 | Mark Allen (2)          |
| 3     | (4) Mark Williams          | 098:098   | Craig Steadman (75)     |
| 4     | (A) Luke Simmonds          | 4521:4521 | Sam Craigie (30)        |
| 5     | (A) Liam Graham            | 4321:4321 | Cao Yupeng (49)         |
| 6     | (74) Michael White         | 172:172   | Mitchell Mann (66)      |
| 7     | (26) Joe Perry             | 085:085   | Luca Brecel (7)         |
| 8     | (96) Lukas Kleckers        | 152:152   | Rod Lawler (105)        |
| 9     | (A) Ian Martin a           | 4223:4223 | Thepchaiya Un-Nooh (42) |
| 10    | (35) Joe O’Connor          | 2820:2820 | Dylan Emery (83)        |
| 11    | (99) James Cahill          | 5015:5015 | Jordan Brown (20)       |
| 12    | (81) Barry Pinches         | 1216:1216 | Michael Judge (80)      |
| 13    | (32) Fan Zhengyi           | 2168:2168 | Ding Junhui (16)        |
| 14    | (47) Mark Joyce            | 1814:1814 | Victor Sarkis (120)     |
| 15    | (56) Mark Davis            | 2022:2022 | Mark Selby (1)          |
| 16    | (A) Michael Georgiou d     | 175:175   | Tian Pengfei (46)       |
| 17    | (24) Robert Milkins        | 1447:1447 | Andy Lee (89)           |
| 18    | (62) Alexander Ursenbacher | 1931:1931 | Aaron Hill (92)         |
| 19    | (34) Anthony Hamilton      | 3421:3421 | Ben Mertens (104)       |
| 20    | (9) Barry Hawkins          | 371:371   | Jackson Page (58)       |
| 21    | (59) Andy Hicks            | 604:604   | Rory McLeod (A)         |
| 22    | (38) Martin Gould          | 2075:2075 | Jamie Clarke (39)       |
| 23    | (A) Riley Powell           | 3141:3141 | Kyren Wilson (3)        |
| 24    | (93) Sean O’Sullivan       | 2613:2613 | Dean Young (90)         |
| 25    | (103) Asjad Iqbal          | 3035:3035 | David Gilbert (15)      |
| 26    | (84) John Astley           | 3236:3236 | Pang Junxu (50)         |
| 27    | (95) Jamie O’Neill         | 255:255   | Ryan Thomerson (114)    |
| 28    | (86) Zak Surety            | 7124:7124 | Fergal O’Brien (110)    |
| 29    | (98) Andres Petrov         | 1134:1134 | Noppon Saengkham (27)   |
| 30    | (88) Alfie Burden          | 073:073   | Ian Burns (71)          |
| 31    | (61) David Grace           | 1137:1137 | Lü Haotian (31)         |
| 32    | (67) Peter Lines           | 3413:3413 | Julien Leclercq (109)   |

| Spiel | Spieler 1                  | Ergebnis  | Spieler 2               |
| ----- | -------------------------- | --------- | ----------------------- |
| 1     | (A) Robbie McGuigan        | 352:352   | Hammad Miah (64)        |
| 2     | (6) Jack Lisowski          | 2936:2936 | Mark Allen (2)          |
| 3     | (4) Mark Williams          | 098:098   | Craig Steadman (75)     |
| 4     | (A) Luke Simmonds          | 4521:4521 | Sam Craigie (30)        |
| 5     | (A) Liam Graham            | 4321:4321 | Cao Yupeng (49)         |
| 6     | (74) Michael White         | 172:172   | Mitchell Mann (66)      |
| 7     | (26) Joe Perry             | 085:085   | Luca Brecel (7)         |
| 8     | (96) Lukas Kleckers        | 152:152   | Rod Lawler (105)        |
| 9     | (A) Ian Martin a           | 4223:4223 | Thepchaiya Un-Nooh (42) |
| 10    | (35) Joe O’Connor          | 2820:2820 | Dylan Emery (83)        |
| 11    | (99) James Cahill          | 5015:5015 | Jordan Brown (20)       |
| 12    | (81) Barry Pinches         | 1216:1216 | Michael Judge (80)      |
| 13    | (32) Fan Zhengyi           | 2168:2168 | Ding Junhui (16)        |
| 14    | (47) Mark Joyce            | 1814:1814 | Victor Sarkis (120)     |
| 15    | (56) Mark Davis            | 2022:2022 | Mark Selby (1)          |
| 16    | (A) Michael Georgiou d     | 175:175   | Tian Pengfei (46)       |
| 17    | (24) Robert Milkins        | 1447:1447 | Andy Lee (89)           |
| 18    | (62) Alexander Ursenbacher | 1931:1931 | Aaron Hill (92)         |
| 19    | (34) Anthony Hamilton      | 3421:3421 | Ben Mertens (104)       |
| 20    | (9) Barry Hawkins          | 371:371   | Jackson Page (58)       |
| 21    | (59) Andy Hicks            | 604:604   | Rory McLeod (A)         |
| 22    | (38) Martin Gould          | 2075:2075 | Jamie Clarke (39)       |
| 23    | (A) Riley Powell           | 3141:3141 | Kyren Wilson (3)        |
| 24    | (93) Sean O’Sullivan       | 2613:2613 | Dean Young (90)         |
| 25    | (103) Asjad Iqbal          | 3035:3035 | David Gilbert (15)      |
| 26    | (84) John Astley           | 3236:3236 | Pang Junxu (50)         |
| 27    | (95) Jamie O’Neill         | 255:255   | Ryan Thomerson (114)    |
| 28    | (86) Zak Surety            | 7124:7124 | Fergal O’Brien (110)    |
| 29    | (98) Andres Petrov         | 1134:1134 | Noppon Saengkham (27)   |
| 30    | (88) Alfie Burden          | 073:073   | Ian Burns (71)          |
| 31    | (61) David Grace           | 1137:1137 | Lü Haotian (31)         |
| 32    | (67) Peter Lines           | 3413:3413 | Julien Leclercq (109)   |

| Spiel | Spieler 1                  | Ergebnis  | Spieler 2              |
| ----- | -------------------------- | --------- | ---------------------- |
| 33    | (45) Matthew Stevens       | 5449:5449 | Dominic Dale (51)      |
| 34    | (37) Liam Highfield        | 161:161   | Florian Nüßle (A)      |
| 35    | (13) Hossein Vafaei        | 339:339   | Shaun Murphy (8)       |
| 36    | (48) Robbie Williams       | 087:087   | Mink Nutcharut (108)   |
| 37    | (25) Stephen Maguire       | 339:339   | Ken Doherty (106)      |
| 38    | (29) Jamie Jones           | 3670:3670 | Jenson Kendrick (115)  |
| 39    | (85) David Lilley          | 1632:1632 | Oliver Brown (101)     |
| 40    | (53) Yuan Sijun            | 4360:4360 | Rebecca Kenna (118)    |
| 41    | (77) Louis Heathcote       | 866:866   | Oliver Lines (54)      |
| 42    | (111) Muhammad Asif        | 4221:4221 | Gerard Greene (73)     |
| 43    | (40) Ben Woollaston        | 164:164   | Sanderson Lam (100)    |
| 44    | (63) Zhang Anda            | 4629:4629 | Callum Beresford (A)   |
| 45    | (68) Duane Jones           | 7846:7846 | Zhou Yuelong (22)      |
| 46    | (112) Peng Yisong          | 651:651   | Daniel Wells (A)       |
| 47    | (A) Vladislav Gradinari    | 140:140   | Ng On Yee (97)         |
| 48    | (A) Farakh Ajaib           | 3025:3025 | Chris Wakelin (41)     |
| 49    | (A) Steven Hallworth       | 1838:1838 | Stuart Carrington (52) |
| 50    | (65) Xu Si                 | 073:073   | Matthew Selt (23)      |
| 51    | (28) Xiao Guodong          | 1106:1106 | Anton Kazakov (116)    |
| 52    | (102) Himanshu Dinesh Jain | 6125:6125 | Tom Ford (19)          |
| 53    | (57) Elliot Slessor        | 4243:4243 | Allan Taylor (107)     |
| 54    | (113) Mohamed Ibrahim      | 5114:5114 | Haydon Pinhey c (A)    |
| 55    | (A) Jack Borwick           | 5011:5011 | Ali Carter (18)        |
| 56    | (82) Andrew Pagett         | 4020:4020 | Ashley Hugill (91)     |
| 57    | (21) Jimmy Robertson       | 156:156   | Ryan Day (11)          |
| 58    | (122) Dechawat Poomjaeng   | 1433:1433 | Si Jiahui (79)         |
| 59    | (A) Ross Muir              | 1048:1048 | Wu Yize (60)           |
| 60    | (78) Jimmy White           | 447:447   | Adam Duffy (121)       |
| 61    | (69) Lei Peifan            | 1160:1160 | Michael Holt b (A)     |
| 62    | (44) Mark King             | 2917:2917 | Jak Jones (43)         |
| 63    | (10) Stuart Bingham        | 608:608   | Reanne Evans (117)     |
| 64    | (17) Ricky Walden          | 901:901   | Gary Wilson (14)       |

| Spiel | Spieler 1                  | Ergebnis  | Spieler 2              |
| ----- | -------------------------- | --------- | ---------------------- |
| 33    | (45) Matthew Stevens       | 5449:5449 | Dominic Dale (51)      |
| 34    | (37) Liam Highfield        | 161:161   | Florian Nüßle (A)      |
| 35    | (13) Hossein Vafaei        | 339:339   | Shaun Murphy (8)       |
| 36    | (48) Robbie Williams       | 087:087   | Mink Nutcharut (108)   |
| 37    | (25) Stephen Maguire       | 339:339   | Ken Doherty (106)      |
| 38    | (29) Jamie Jones           | 3670:3670 | Jenson Kendrick (115)  |
| 39    | (85) David Lilley          | 1632:1632 | Oliver Brown (101)     |
| 40    | (53) Yuan Sijun            | 4360:4360 | Rebecca Kenna (118)    |
| 41    | (77) Louis Heathcote       | 866:866   | Oliver Lines (54)      |
| 42    | (111) Muhammad Asif        | 4221:4221 | Gerard Greene (73)     |
| 43    | (40) Ben Woollaston        | 164:164   | Sanderson Lam (100)    |
| 44    | (63) Zhang Anda            | 4629:4629 | Callum Beresford (A)   |
| 45    | (68) Duane Jones           | 7846:7846 | Zhou Yuelong (22)      |
| 46    | (112) Peng Yisong          | 651:651   | Daniel Wells (A)       |
| 47    | (A) Vladislav Gradinari    | 140:140   | Ng On Yee (97)         |
| 48    | (A) Farakh Ajaib           | 3025:3025 | Chris Wakelin (41)     |
| 49    | (A) Steven Hallworth       | 1838:1838 | Stuart Carrington (52) |
| 50    | (65) Xu Si                 | 073:073   | Matthew Selt (23)      |
| 51    | (28) Xiao Guodong          | 1106:1106 | Anton Kazakov (116)    |
| 52    | (102) Himanshu Dinesh Jain | 6125:6125 | Tom Ford (19)          |
| 53    | (57) Elliot Slessor        | 4243:4243 | Allan Taylor (107)     |
| 54    | (113) Mohamed Ibrahim      | 5114:5114 | Haydon Pinhey c (A)    |
| 55    | (A) Jack Borwick           | 5011:5011 | Ali Carter (18)        |
| 56    | (82) Andrew Pagett         | 4020:4020 | Ashley Hugill (91)     |
| 57    | (21) Jimmy Robertson       | 156:156   | Ryan Day (11)          |
| 58    | (122) Dechawat Poomjaeng   | 1433:1433 | Si Jiahui (79)         |
| 59    | (A) Ross Muir              | 1048:1048 | Wu Yize (60)           |
| 60    | (78) Jimmy White           | 447:447   | Adam Duffy (121)       |
| 61    | (69) Lei Peifan            | 1160:1160 | Michael Holt b (A)     |
| 62    | (44) Mark King             | 2917:2917 | Jak Jones (43)         |
| 63    | (10) Stuart Bingham        | 608:608   | Reanne Evans (117)     |
| 64    | (17) Ricky Walden          | 901:901   | Gary Wilson (14)       |

### 2. Runde
Die 2. Runde fand am Freitag in 2 Sessions statt.
| Spiel | Spieler 1             | Ergebnis  | Spieler 2                  |
| ----- | --------------------- | --------- | -------------------------- |
| 1     | (8) Shaun Murphy      | 897:897   | Mark Davis (56)            |
| 2     | (61) David Grace      | 4650:4650 | Ashley Hugill (91)         |
| 3     | (81) Barry Pinches    | 4222:4222 | Cao Yupeng (49)            |
| 4     | (26) Joe Perry        | 1630:1630 | Jamie Jones (29)           |
| 5     | (106) Ken Doherty     | 760:760   | Dominic Dale (51)          |
| 6     | (103) Asjad Iqbal     | 3373:3373 | Jimmy Robertson (21)       |
| 7     | (85) David Lilley     | 767:767   | Elliot Slessor (57)        |
| 8     | (43) Jak Jones        | 3254:3254 | Michael Georgiou (A)       |
| 9     | (24) Robert Milkins   | 834:834   | Alexander Ursenbacher (62) |
| 10    | (109) Julien Leclercq | 593:593   | Haydon Pinhey (A)          |
| 11    | (41) Chris Wakelin    | 749:749   | Alfie Burden (88)          |
| 12    | (104) Ben Mertens     | 5552:5552 | Fan Zhengyi (32)           |
| 13    | (22) Zhou Yuelong     | 3152:3152 | Robbie Williams (48)       |
| 14    | (58) Jackson Page     | 6932:6932 | Fergal O’Brien (110)       |
| 15    | (73) Gerard Greene    | 5537:5537 | Ali Carter (18)            |
| 16    | (A) Michael Holt      | 1337:1337 | Robbie McGuigan (A)        |

| Spiel | Spieler 1             | Ergebnis  | Spieler 2                  |
| ----- | --------------------- | --------- | -------------------------- |
| 1     | (8) Shaun Murphy      | 897:897   | Mark Davis (56)            |
| 2     | (61) David Grace      | 4650:4650 | Ashley Hugill (91)         |
| 3     | (81) Barry Pinches    | 4222:4222 | Cao Yupeng (49)            |
| 4     | (26) Joe Perry        | 1630:1630 | Jamie Jones (29)           |
| 5     | (106) Ken Doherty     | 760:760   | Dominic Dale (51)          |
| 6     | (103) Asjad Iqbal     | 3373:3373 | Jimmy Robertson (21)       |
| 7     | (85) David Lilley     | 767:767   | Elliot Slessor (57)        |
| 8     | (43) Jak Jones        | 3254:3254 | Michael Georgiou (A)       |
| 9     | (24) Robert Milkins   | 834:834   | Alexander Ursenbacher (62) |
| 10    | (109) Julien Leclercq | 593:593   | Haydon Pinhey (A)          |
| 11    | (41) Chris Wakelin    | 749:749   | Alfie Burden (88)          |
| 12    | (104) Ben Mertens     | 5552:5552 | Fan Zhengyi (32)           |
| 13    | (22) Zhou Yuelong     | 3152:3152 | Robbie Williams (48)       |
| 14    | (58) Jackson Page     | 6932:6932 | Fergal O’Brien (110)       |
| 15    | (73) Gerard Greene    | 5537:5537 | Ali Carter (18)            |
| 16    | (A) Michael Holt      | 1337:1337 | Robbie McGuigan (A)        |

| Spiel | Spieler 1               | Ergebnis  | Spieler 2                |
| ----- | ----------------------- | --------- | ------------------------ |
| 17    | (A) Daniel Wells        | 238:238   | Riley Powell (A)         |
| 18    | (A) Vladislav Gradinari | 2042:2042 | Victor Sarkis (120)      |
| 19    | (40) Ben Woollaston     | 917:917   | Rory McLeod (A)          |
| 20    | (30) Sam Craigie        | 8717:8717 | Lukas Kleckers (96)      |
| 21    | (42) Thepchaiya Un-Nooh | 6240:6240 | Dechawat Poomjaeng (122) |
| 22    | (20) Jordan Brown       | 680:680   | Yuan Sijun (53)          |
| 23    | (14) Gary Wilson        | 483:483   | Reanne Evans (117)       |
| 24    | (A) Ross Muir           | 2922:2922 | Tom Ford (19)            |
| 25    | (4) Mark Williams       | 4145:4145 | Dean Young (90)          |
| 26    | (95) Jamie O’Neill      | 4412:4412 | Martin Gould (38)        |
| 27    | (84) John Astley        | 537:537   | Dylan Emery (83)         |
| 28    | (A) Steven Hallworth    | 6523:6523 | Noppon Saengkham (27)    |
| 29    | (37) Liam Highfield     | 3557:3557 | Louis Heathcote (77)     |
| 30    | (74) Michael White      | 739:739   | Callum Beresford (A)     |
| 31    | (65) Xu Si              | 3046:3046 | Xiao Guodong (28)        |
| 32    | (6) Jack Lisowski       | 753:753   | Adam Duffy (121)         |

| Spiel | Spieler 1               | Ergebnis  | Spieler 2                |
| ----- | ----------------------- | --------- | ------------------------ |
| 17    | (A) Daniel Wells        | 238:238   | Riley Powell (A)         |
| 18    | (A) Vladislav Gradinari | 2042:2042 | Victor Sarkis (120)      |
| 19    | (40) Ben Woollaston     | 917:917   | Rory McLeod (A)          |
| 20    | (30) Sam Craigie        | 8717:8717 | Lukas Kleckers (96)      |
| 21    | (42) Thepchaiya Un-Nooh | 6240:6240 | Dechawat Poomjaeng (122) |
| 22    | (20) Jordan Brown       | 680:680   | Yuan Sijun (53)          |
| 23    | (14) Gary Wilson        | 483:483   | Reanne Evans (117)       |
| 24    | (A) Ross Muir           | 2922:2922 | Tom Ford (19)            |
| 25    | (4) Mark Williams       | 4145:4145 | Dean Young (90)          |
| 26    | (95) Jamie O’Neill      | 4412:4412 | Martin Gould (38)        |
| 27    | (84) John Astley        | 537:537   | Dylan Emery (83)         |
| 28    | (A) Steven Hallworth    | 6523:6523 | Noppon Saengkham (27)    |
| 29    | (37) Liam Highfield     | 3557:3557 | Louis Heathcote (77)     |
| 30    | (74) Michael White      | 739:739   | Callum Beresford (A)     |
| 31    | (65) Xu Si              | 3046:3046 | Xiao Guodong (28)        |
| 32    | (6) Jack Lisowski       | 753:753   | Adam Duffy (121)         |

### 3. Runde
Die 3. Runde fand als erste Session am Samstagmittag statt.
| Spiel | Spieler 1            | Ergebnis  | Spieler 2             |
| ----- | -------------------- | --------- | --------------------- |
| 1     | (43) Jak Jones       | 828:828   | Xu Si (65)            |
| 2     | (110) Fergal O’Brien | 3921:3921 | Julien Leclercq (109) |
| 3     | (96) Lukas Kleckers  | 3527:3527 | Yuan Sijun (53)       |
| 4     | (83) Dylan Emery     | 1200:1200 | Noppon Saengkham (27) |
| 5     | (56) Mark Davis      | 6222:6222 | Jack Lisowski (6)     |
| 6     | (49) Cao Yupeng      | 1290:1290 | Ali Carter (18)       |
| 7     | (32) Fan Zhengyi     | 1260:1260 | Michael Holt (A)      |
| 8     | (37) Liam Highfield  | 080:080   | Martin Gould (38)     |

| Spiel | Spieler 1            | Ergebnis  | Spieler 2             |
| ----- | -------------------- | --------- | --------------------- |
| 1     | (43) Jak Jones       | 828:828   | Xu Si (65)            |
| 2     | (110) Fergal O’Brien | 3921:3921 | Julien Leclercq (109) |
| 3     | (96) Lukas Kleckers  | 3527:3527 | Yuan Sijun (53)       |
| 4     | (83) Dylan Emery     | 1200:1200 | Noppon Saengkham (27) |
| 5     | (56) Mark Davis      | 6222:6222 | Jack Lisowski (6)     |
| 6     | (49) Cao Yupeng      | 1290:1290 | Ali Carter (18)       |
| 7     | (32) Fan Zhengyi     | 1260:1260 | Michael Holt (A)      |
| 8     | (37) Liam Highfield  | 080:080   | Martin Gould (38)     |

| Spiel | Spieler 1          | Ergebnis  | Spieler 2                  |
| ----- | ------------------ | --------- | -------------------------- |
| 9     | (4) Mark Williams  | 5312:5312 | Dechawat Poomjaeng (122)   |
| 10    | (74) Michael White | 3156:3156 | Alexander Ursenbacher (62) |
| 11    | (61) David Grace   | 549:549   | David Lilley (85)          |
| 12    | (26) Joe Perry     | 3314:3314 | Chris Wakelin (41)         |
| 13    | (19) Tom Ford      | 2891:2891 | Vladislav Gradinari (A)    |
| 14    | (22) Zhou Yuelong  | 2674:2674 | Gary Wilson (14)           |
| 15    | (A) Daniel Wells   | 1932:1932 | Ben Woollaston (40)        |
| 16    | (51) Dominic Dale  | 3063:3063 | Asjad Iqbal (103)          |

| Spiel | Spieler 1          | Ergebnis  | Spieler 2                  |
| ----- | ------------------ | --------- | -------------------------- |
| 9     | (4) Mark Williams  | 5312:5312 | Dechawat Poomjaeng (122)   |
| 10    | (74) Michael White | 3156:3156 | Alexander Ursenbacher (62) |
| 11    | (61) David Grace   | 549:549   | David Lilley (85)          |
| 12    | (26) Joe Perry     | 3314:3314 | Chris Wakelin (41)         |
| 13    | (19) Tom Ford      | 2891:2891 | Vladislav Gradinari (A)    |
| 14    | (22) Zhou Yuelong  | 2674:2674 | Gary Wilson (14)           |
| 15    | (A) Daniel Wells   | 1932:1932 | Ben Woollaston (40)        |
| 16    | (51) Dominic Dale  | 3063:3063 | Asjad Iqbal (103)          |

### Achtelfinale
Der Samstagabend begann um 19.00 Uhr mit der Runde der Letzten 16. Daran schlossen sich die verbleibenden Runden bis zum Finale an.
| Spiel | Spieler 1          | Ergebnis  | Spieler 2             |
| ----- | ------------------ | --------- | --------------------- |
| 1     | (19) Tom Ford      | 1420:1420 | Ali Carter (18)       |
| 2     | (53) Yuan Sijun    | 5347:5347 | Julien Leclercq (109) |
| 3     | (51) Dominic Dale  | 072:072   | Zhou Yuelong (22)     |
| 4     | (74) Michael White | 950:950   | David Grace (61)      |

| Spiel | Spieler 1          | Ergebnis  | Spieler 2             |
| ----- | ------------------ | --------- | --------------------- |
| 1     | (19) Tom Ford      | 1420:1420 | Ali Carter (18)       |
| 2     | (53) Yuan Sijun    | 5347:5347 | Julien Leclercq (109) |
| 3     | (51) Dominic Dale  | 072:072   | Zhou Yuelong (22)     |
| 4     | (74) Michael White | 950:950   | David Grace (61)      |

| Spiel | Spieler 1             | Ergebnis  | Spieler 2                |
| ----- | --------------------- | --------- | ------------------------ |
| 5     | (41) Chris Wakelin    | 3538:3538 | Jak Jones (43)           |
| 6     | (27) Noppon Saengkham | 5036:5036 | Daniel Wells (A)         |
| 7     | (A) Michael Holt      | 3847:3847 | Jack Lisowski (6)        |
| 8     | (37) Liam Highfield   | 379:379   | Dechawat Poomjaeng (122) |

| Spiel | Spieler 1             | Ergebnis  | Spieler 2                |
| ----- | --------------------- | --------- | ------------------------ |
| 5     | (41) Chris Wakelin    | 3538:3538 | Jak Jones (43)           |
| 6     | (27) Noppon Saengkham | 5036:5036 | Daniel Wells (A)         |
| 7     | (A) Michael Holt      | 3847:3847 | Jack Lisowski (6)        |
| 8     | (37) Liam Highfield   | 379:379   | Dechawat Poomjaeng (122) |

### Viertelfinale
| Spiel | Spieler 1           | Ergebnis  | Spieler 2         |
| ----- | ------------------- | --------- | ----------------- |
| 1     | (A) Daniel Wells    | 1657:1657 | Tom Ford (19)     |
| 2     | (37) Liam Highfield | 7532:7532 | Dominic Dale (51) |

| Spiel | Spieler 1           | Ergebnis  | Spieler 2         |
| ----- | ------------------- | --------- | ----------------- |
| 1     | (A) Daniel Wells    | 1657:1657 | Tom Ford (19)     |
| 2     | (37) Liam Highfield | 7532:7532 | Dominic Dale (51) |

| Spiel | Spieler 1          | Ergebnis  | Spieler 2             |
| ----- | ------------------ | --------- | --------------------- |
| 3     | (A) Michael Holt   | 3023:3023 | Julien Leclercq (109) |
| 4     | (41) Chris Wakelin | 2242:2242 | Michael White (74)    |

| Spiel | Spieler 1          | Ergebnis  | Spieler 2             |
| ----- | ------------------ | --------- | --------------------- |
| 3     | (A) Michael Holt   | 3023:3023 | Julien Leclercq (109) |
| 4     | (41) Chris Wakelin | 2242:2242 | Michael White (74)    |

### Halbfinale
| Spiel | Spieler 1        | Ergebnis  | Spieler 2          |
| ----- | ---------------- | --------- | ------------------ |
| 1     | (A) Daniel Wells | 4623:4623 | Chris Wakelin (41) |

| Spiel | Spieler 1        | Ergebnis  | Spieler 2          |
| ----- | ---------------- | --------- | ------------------ |
| 1     | (A) Daniel Wells | 4623:4623 | Chris Wakelin (41) |

| Spiel | Spieler 1         | Ergebnis | Spieler 2             |
| ----- | ----------------- | -------- | --------------------- |
| 2     | (51) Dominic Dale | 988:988  | Julien Leclercq (109) |

| Spiel | Spieler 1         | Ergebnis | Spieler 2             |
| ----- | ----------------- | -------- | --------------------- |
| 2     | (51) Dominic Dale | 988:988  | Julien Leclercq (109) |

### Finale
Das Finale wurde zum zweiten Mal nach 2020 vom Polen Kevin Dabrowski geleitet.
| Spiel | Spieler 1          | Ergebnis  | Spieler 2             |
| ----- | ------------------ | --------- | --------------------- |
| 1     | (41) Chris Wakelin | 0119:0119 | Julien Leclercq (109) |

## Century Breaks
4 Spielern gelang ein Break von mehr als 100 Punkten. Turniersieger Chris Wakelin gewann das Endspiel mit dem höchsten Turnierbreak von 119 Punkten.
- Chris Wakelin 119
- Ali Carter 117
- Michael Holt 116
- Xiao Guodong  106